# Jerry Cantrell

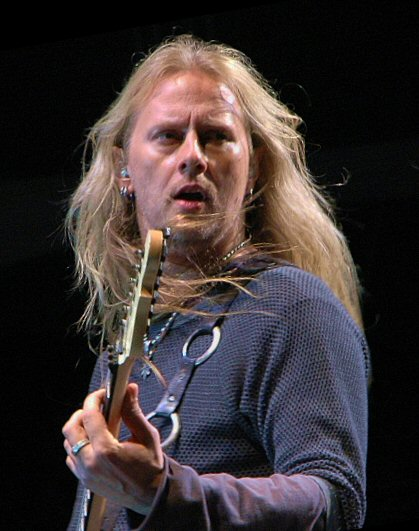
Cantrell im Jahr 2007

Jerry Fulton Cantrell Jr. (* 18. März 1966 in Tacoma, Washington) ist ein amerikanischer Sänger, Gitarrist und Songwriter. Er wurde bekannt als Gründer und Mitglied der Grunge-Band Alice in Chains.

## Karriere
Zusammen mit Bassist Mike Starr, Sänger Layne Staley und Schlagzeuger Sean Kinney gründete Cantrell Ende der 1980er Jahre die Band Alice in Chains, wo er die Funktionen als Gitarrist, Sänger und Hauptsongschreiber übernahm. Während die Arbeit mit der Band wegen Staleys Heroinsucht auf Eis lag, veröffentlichte Cantrell 1998 sein erstes Soloalbum Boggy Depot, bei dem er unter anderem mit Musikern der Bands Fishbone, Pantera und Primus zusammenarbeitete. Im Jahr 2002, nach dem Tode Staleys, folgte Degradation Trip, das er Staley widmete, mit Robert Trujillo am Bass und Mike Bordin am Schlagzeug, die vorher zusammen die Rhythmusgruppe von Ozzy Osbourne gebildet hatten.
Cantrell spielt Gitarren der Marken Gibson (Les Paul), G&L (Rampage und ASAT) und Dean (Soltero und Schenker V) und Verstärker von Marshall und/oder Mesa Boogie. Beim Auftritt von Alice in Chains bei MTV Unplugged spielte er ein Dreadnought-Modell der Marke Guild.

## Stil

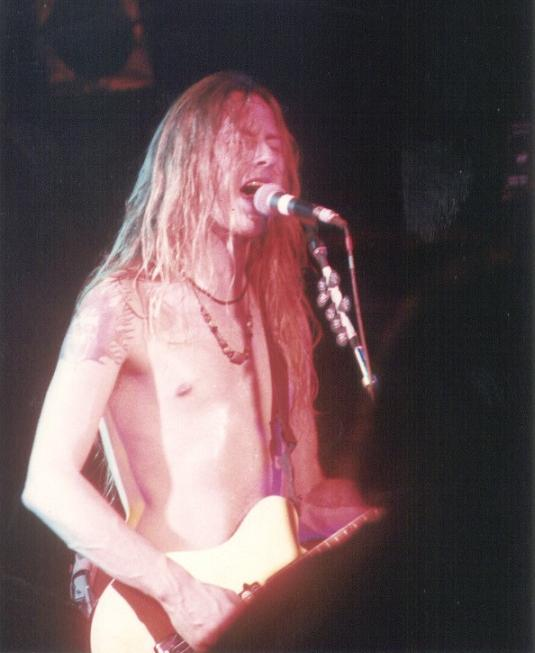
Cantrell mit Alice in Chains (1992)

Durch Cantrells frühe Einflüsse hoben sich Alice in Chains’ Heavy-Metal-Songs von den anderen Grunge-/Alternativ-Rockbands deutlich in der Seattler Musikszene ab. Seine musikalische Richtung reicht bis Blues und Country, wie man auch auf seinen Soloalben hört. Cantrell ist bekannt für das Verwenden eines Wah-Pedals, aber auch ungeraden Taktarten. Im Jahr 1998 wurde er in einem Interview mit Guitar World nach letzterer Qualität gefragt:

“I really don’t know where that comes from; it just comes naturally to me. I could sit down and figure it out, but what’s the use? Off-time stuff is just more exciting – it takes people by surprise when you shift gears like that before they even know what the hell hit ’em. It's also effective when you slow something down and then slam ’em into the dash. A lot of Alice stuff is written that way – ‘Them Bones’ is a great off-time song.”

„Ich weiß wirklich nicht, woher das kommt; es kommt einfach natürlich. Ich könnte mich hinsetzen und es herausfinden, aber was würde das bringen? Off-time ist einfach spannender – es überrascht die Leute, wenn man wechselt und sie noch nicht mal wissen, was los ist. Es ist auch sehr nützlich, um etwas zu verlangsamen und dann wieder voll nach oben zu hauen. Ein großer Teil der Alice-Songs ist so geschrieben – ‚Them Bones‘ ist ein großartiger Off-Time-Song.“

## Gastauftritte
Im Februar 2002 spielte Cantrell zusammen mit der Band Nickelback den Song It Ain't Like That im Rahmen eines Konzertes der Band im kanadischen Edmonton, das aufgezeichnet und im Oktober desselben Jahres auf DVD veröffentlicht wurde.
Im American-Football-Film Jerry Maguire – Spiel des Lebens mit Hauptdarsteller Tom Cruise von 1996 hat Cantrell einen kurzen Cameo-Auftritt.
Im Juni 2006 spielte er gemeinsam mit Metallica auf dem Nova-Rock-Festival in Nickelsdorf deren Hit Nothing Else Matters.

## Diskografie

### Mit Alice in Chains
Studioalben

| Jahr | Titel Musiklabel                                   | Höchstplatzierung, Gesamtwochen, AuszeichnungChartplatzierungen (Jahr, Titel, Musiklabel, Platzierungen, Wochen, Auszeichnungen, Anmerkungen) | Höchstplatzierung, Gesamtwochen, AuszeichnungChartplatzierungen (Jahr, Titel, Musiklabel, Platzierungen, Wochen, Auszeichnungen, Anmerkungen) | Höchstplatzierung, Gesamtwochen, AuszeichnungChartplatzierungen (Jahr, Titel, Musiklabel, Platzierungen, Wochen, Auszeichnungen, Anmerkungen) | Höchstplatzierung, Gesamtwochen, AuszeichnungChartplatzierungen (Jahr, Titel, Musiklabel, Platzierungen, Wochen, Auszeichnungen, Anmerkungen) | Höchstplatzierung, Gesamtwochen, AuszeichnungChartplatzierungen (Jahr, Titel, Musiklabel, Platzierungen, Wochen, Auszeichnungen, Anmerkungen) | Höchstplatzierung, Gesamtwochen, AuszeichnungChartplatzierungen (Jahr, Titel, Musiklabel, Platzierungen, Wochen, Auszeichnungen, Anmerkungen) | Anmerkungen                                                    |
| Jahr | Titel Musiklabel                                   | DE | AT | CH | UK | US | Rock | Anmerkungen                                                    |
| ---- | -------------------------------------------------- | --- | --- | --- | --- | --- | --- | -------------------------------------------------------------- |
| 1990 | Facelift Columbia Records (Sony)                   | DE41 a (1 Wo.)DE | — | — | UK— SilberUK | US42 a ×3Dreifachplatin · (60 Wo.)US | Rock24 (1 Wo.)Rock | Erstveröffentlichung: 21. August 1990 Verkäufe: + 3.060.000    |
| 1992 | Dirt Columbia Records (Sony)                       | DE25 b (24 Wo.)DE | AT62 b (1 Wo.)AT | CH24 b (1 Wo.)CH | UK36 b Gold · (14 Wo.)UK | US6 ×5Fünffachplatin · (102 Wo.)US | Rock1 (2 Wo.)Rock | Erstveröffentlichung: 29. September 1992 Verkäufe: + 5.277.500 |
| 1995 | Alice in Chains Columbia Records (Sony)            | DE93 (4 Wo.)DE | — | — | UK37 Silber · (2 Wo.)UK | US1 ×2Doppelplatin · (46 Wo.)US | — | Erstveröffentlichung: 7. November 1995 Verkäufe: + 2.195.000   |
| 2009 | Black Gives Way to Blue Virgin Records (EMI)       | DE21 (4 Wo.)DE | AT14 (3 Wo.)AT | CH21 (5 Wo.)CH | UK19 (2 Wo.)UK | US5 Gold · (32 Wo.)US | Rock3 (31 Wo.)Rock | Erstveröffentlichung: 25. September 2009 Verkäufe: + 540.000   |
| 2013 | The Devil Put Dinosaurs Here Capitol Records (UMG) | DE23 (2 Wo.)DE | AT13 (2 Wo.)AT | CH11 (3 Wo.)CH | UK22 (2 Wo.)UK | US2 (15 Wo.)US | Rock1 (14 Wo.)Rock | Erstveröffentlichung: 24. Mai 2013                             |
| 2018 | Rainier Fog BMG Rights Management (WMG)            | DE8 (3 Wo.)DE | AT6 (4 Wo.)AT | CH3 (4 Wo.)CH | UK9 (2 Wo.)UK | US12 (2 Wo.)US | Rock1 (3 Wo.)Rock | Erstveröffentlichung: 24. August 2018                          |

grau schraffiert: keine Chartdaten aus diesem Jahr verfügbar

### Solo
- 1998 – Boggy Depot
- 2002 – Degradation Trip
- 2021 – Brighten
- 2024 – I Want Blood